# 摩洛哥皇家航空
摩洛哥皇家航空（法語： 法語發音：[ʁwajal ɛːʁ maʁɔk]，简称RAM，羅馬化：al-Khuṭūṭu l-Malakiyyatu l-Maghribiyyah，羅馬化：Amuni Aylal Ageldan n Amurakuc）是摩洛哥的國家航空公司，總部設在卡薩布蘭卡。該公司以穆罕默德五世國際機場為樞紐，經營國內航線以及前往非洲、亞洲、歐洲及北美洲等地的國際航線。摩洛哥皇家航空是阿拉伯航空運輸組織及寰宇一家的成員。

## 歷史

### 早年

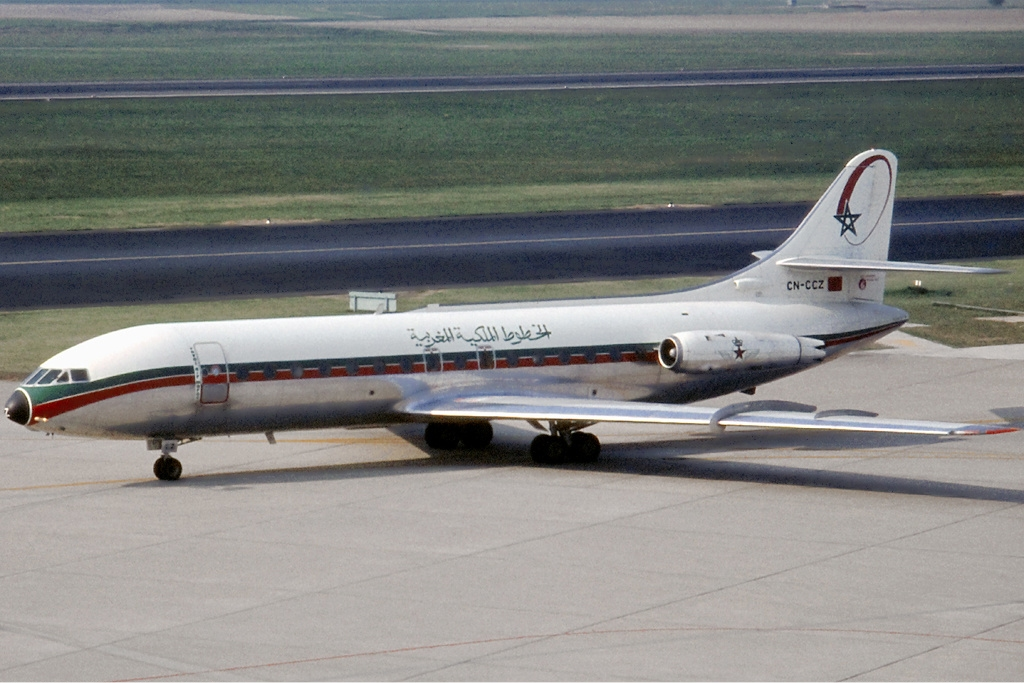
摩洛哥皇家航空的卡拉維爾客機

摩洛哥皇家航空-國家航空運輸公司成立於1953年，當時由Compagnie Chérifienne de'l Air (Air Atlas) 及Compagnie Chérifienne de Transports Aériens Air Maroc合併而成，新組建的航空公司機隊由6架Sud-Ouest Bretagne、4架C-46運輸機、5架道格拉斯DC-3和2架SE 161朗格多克組成。這些飛機全為二手客機，曾於法蘭克福、日內瓦和巴黎等航線上營運。1957年6月28日，擁有此公司67.73％股份的摩洛哥政府起用了摩洛哥皇家航空這個名稱，同年開始營運朝覲航班。
1958年，摩洛哥皇家航空機隊改由4架道格拉斯DC-4、3架道格拉斯DC-3、7架Sud-Ouest Bretagne及2架C-46運輸機，同年5月，訂購了兩架卡拉維爾客機。7月，摩洛哥皇家航空向法國航空租借的4架洛歇星座L-749客機，籍此開辦了許多遠程航線，並且重新開辦5月暫停的瓦赫蘭－烏季達航線。洛歇星座L-749客機開始飛往直布羅陀，此機型的出現促使航空公司能將開始老舊的DC-4退役。

### 2000年代至今
2018年12月5日，摩洛哥皇家航空宣佈加入航空聯盟寰宇一家，成為聯盟的首位非洲藉成員。最終會藉於2020年4月1日正式生效。

## 航點
截至2020年2月，摩洛哥皇家航空共有98個航點。

### 代碼共享
摩洛哥皇家航空與以下航空公司簽訂代碼共享協議：
寰宇一家成員
- 美國航空[7]
- 英國航空[8]
- 西班牙國家航空
- 卡塔爾航空
- 西伯利亞航空

其他航空公司
- 布魯塞爾航空（星空聯盟）
- 中國南方航空
- 阿提哈德航空
- 捷藍航空[9]
- 肯雅航空（天合聯盟）
- 沙特阿拉伯航空（天合聯盟）
- TAAG安哥拉航空
- 土耳其航空（星空聯盟）

## 機隊

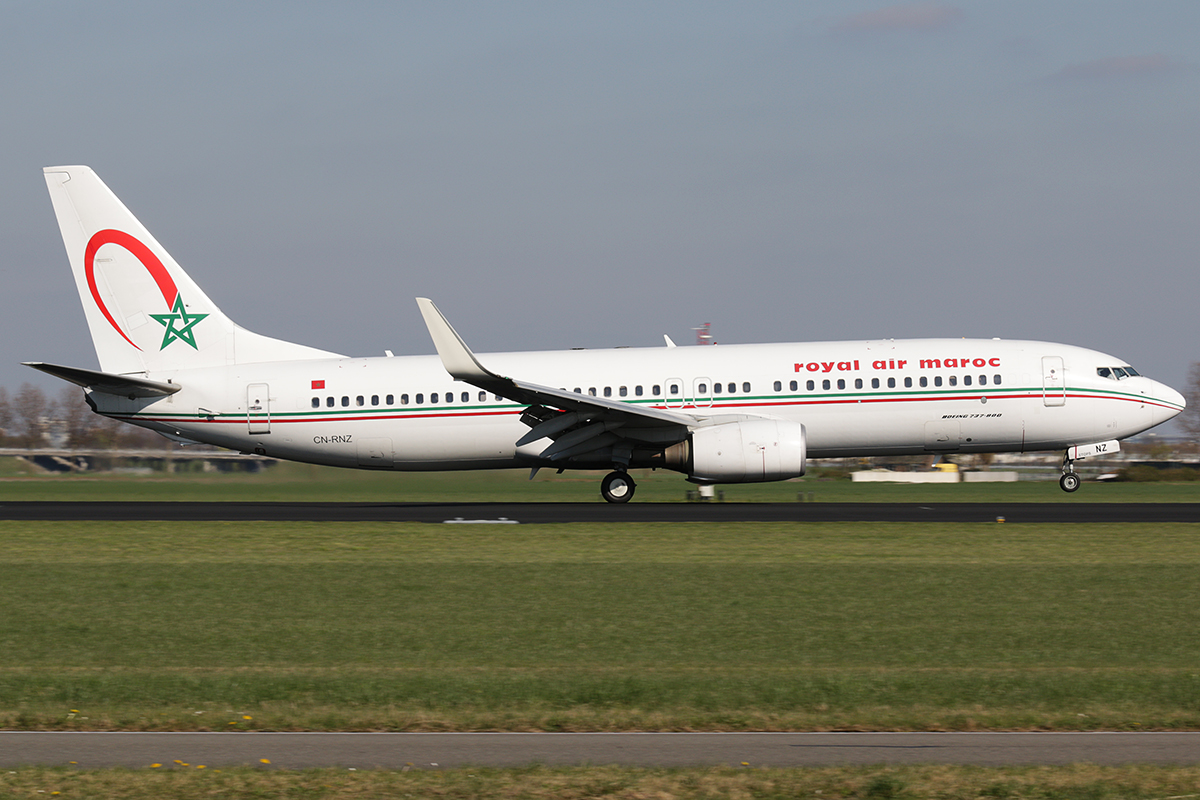
波音737-800

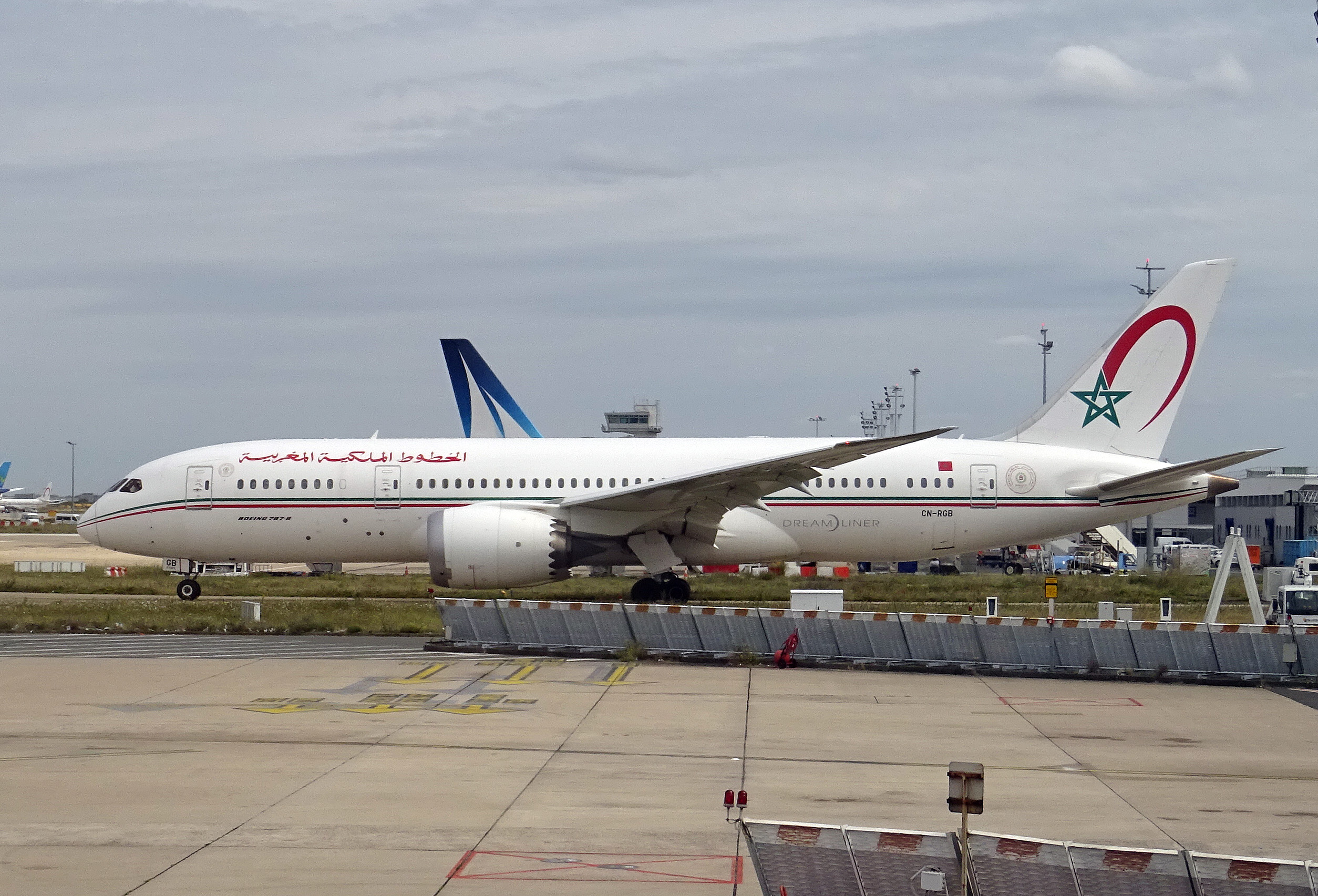
波音787-8

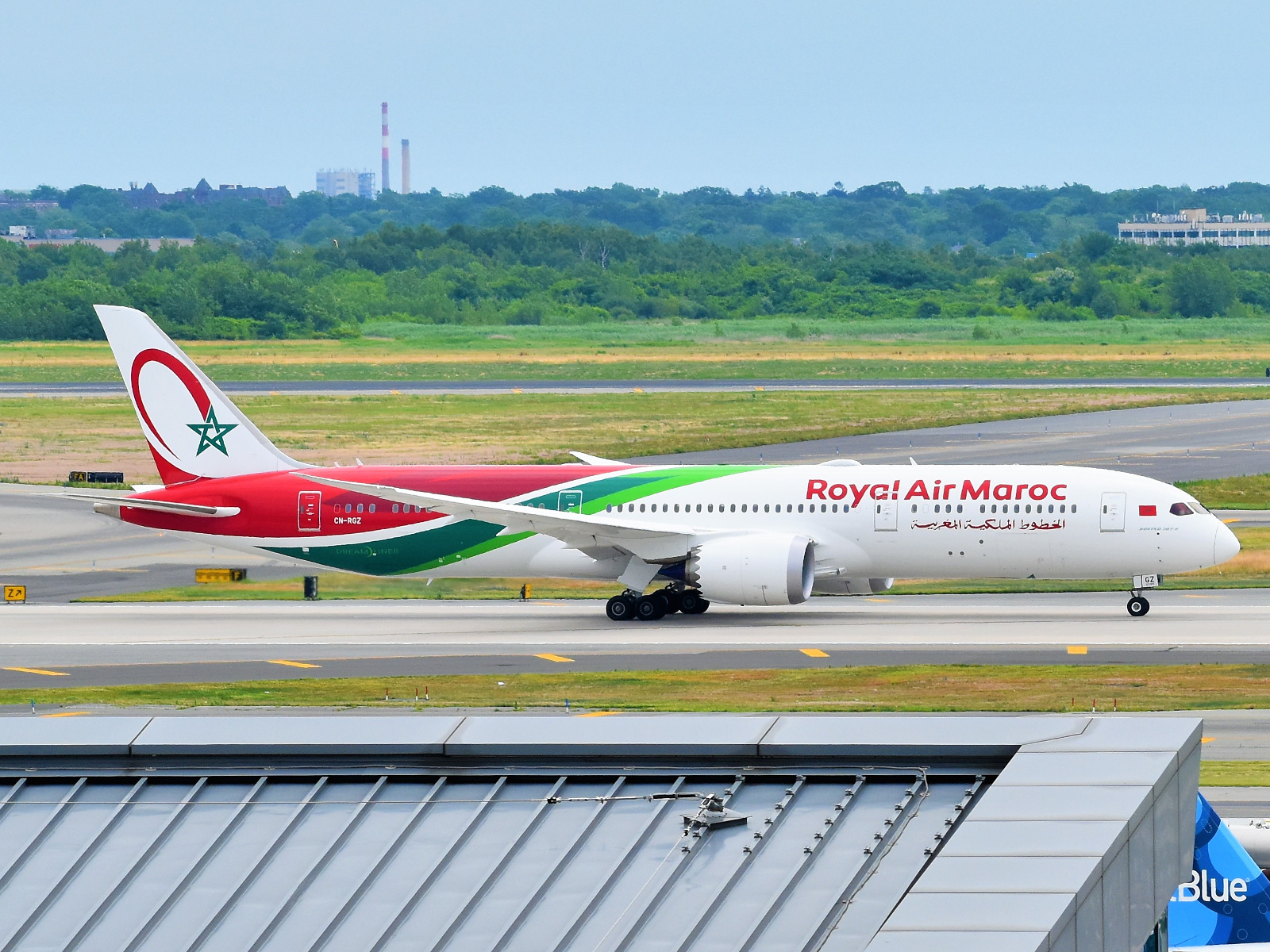
披上新塗裝的波音787-9

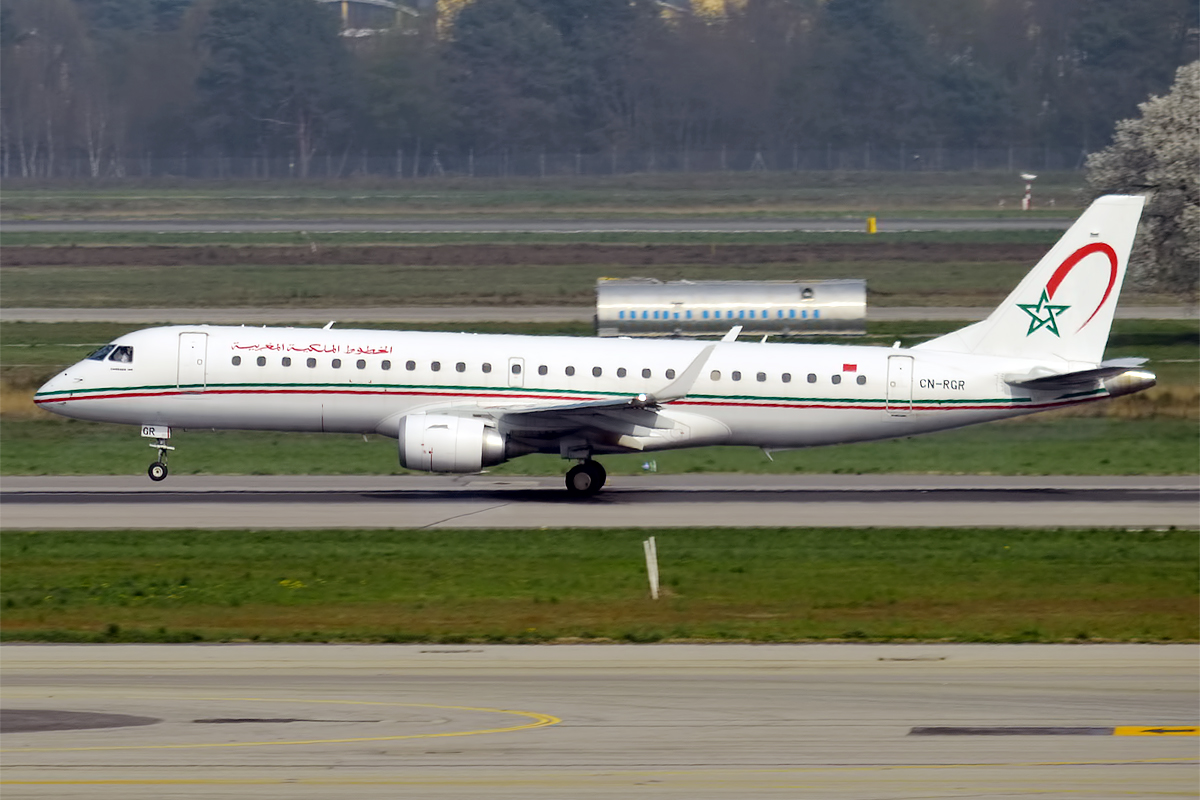
E-190

截至2020年2月，摩洛哥皇家航空機隊如下：
| 客機               | 客機 | 客機   | 客機   | 客機   | 客機   | 客機                     |
| 機型               | 數量 | 已訂購 | 載客量 | 載客量 | 載客量 | 備註                     |
| 機型               | 數量 | 已訂購 | C      | Y      | 總數   | 備註                     |
| ------------------ | ---- | ------ | ------ | ------ | ------ | ------------------------ |
| ATR 72-600         | 5    | 1      | 12     | 58     | 70     | 由摩洛哥皇家快運航空營運 |
| 波音737-700        | 6    | —      | 12     | 120    | 132    |                          |
| 波音737-700        | 6    | —      | —      | 138    | 138    |                          |
| 波音737-800        | 31   | —      | 12     | 159    | 171    |                          |
| 波音737-800        | 31   | —      | 12     | 165    | 177    |                          |
| 波音737-800        | 31   | —      | —      | 183    | 183    |                          |
| 波音737MAX 8       | —    | 4      | 12     | 144    | 156    |                          |
| 波音767-300ER      | 4    | —      | 12     | 224    | 236    |                          |
| 波音767-300ER      | 4    | —      | 10     | 227    | 237    |                          |
| 波音767-300ER      | 4    | —      | 10     | 225    | 235    |                          |
| 波音787-8          | 5    | －     | 18     | 256    | 274    |                          |
| 波音787-9          | 4    | －     | 26     | 276    | 302    |                          |
| 巴西航空工業 E-190 | 4    | －     | 12     | 84     | 96     |                          |
| 貨機               |      |        |        |        |        |                          |
| 波音767-300BCF     | 1    | —      | 不適用 | 不適用 | 不適用 |                          |
| 總數               | 60   | 2      |        |        |        |                          |

## 外部連結
- 摩洛哥皇家航空官方網站 （页面存档备份，存于）